# Retaule de l'església de Sant Joan de Lleida
El Retaule de l'església de Sant Joan de Lleida és un retaule fet per Pere Garcia de Benavarri a finals del segle XV per a l'església de Sant Joan de Lleida. Del conjunt, no n'hi ha ni rastre a la capital del Segrià. Actualment de l'edifici només en queden restes en el subsòl de la plaça Sant Joan. Del retaule, se n'han conservat alguns compartiments entre el MNAC i l'Isabella Steward Gardner Museum de Boston.

## Autor
Pere Garcia de Benavarri, o de Benavarre fou un pintor gòtic català, probablement d'origen aragonès, de la segona meitat del segle xv nascut i mort en el principat de Catalunya. Està documentat a Saragossa, Benavarri, Barcelona, Lleida i Barbastre entre els anys 1445 i 1485.
Format, segons la documentació conservada, amb el pintor aragonès Blasco de Grañén a Saragossa durant els anys 1445 i 1447, junts van treballar en l'elaboració de retaules per a l'església del monestir de San Pedro de Siresa. Cal remarcar que Pere Garcia va ser un dels principals pintors del gòtic a les terres de Lleida i la Franja. De fet, la seva importància dins del territori lleidatà va fer que se li dediqués un àmbit monogràfic dins de l'exposició permanent del Museu de Lleida.

## Història
El retaule major de l'antiga església de Sant Joan de Lleida és un conjunt emblemàtic de la pintura lleidatana d'època medieval. El retaule, obra de Pere Garcia de Benavarri i el seu taller, mostra escenes de la vida de sant Joan Baptista. El conjunt va ser executat entre els anys 1473 i 1482. El retaule major de l'antiga església de Sant Joan de Lleida va ser un dels encàrrecs més importants de la seva carrera. I és que aquesta parròquia va ser la més important de la ciutat en els segles medievals. Es va començar a construir a mitjans del segle xii i l'edifici va subsistir fins a l'any 1868, en què va ser enderrocat amb l'argument que amenaçava ruïna. Així doncs, la parròquia més important de Lleida mereixia un retaule major digne de l'edifici on s'ubicaria i a tals efectes, calia buscar un pintor que oferís garanties i qualitat suficients. Aquest va ser, finalment, Pere Garcia de Benavarri. Un cop finalitzat, Va presidir l'altar major de l'església fins a l'any 1678, moment en què fou substituït per un de nou. El retaule gòtic, llavors, va ser venut als representants de la vila de Benavent de Segrià, que van instal·lar els compartiments en diferents altars de l'església parroquial, on van restar fins a principis del segle xx. El 1907 foren novament venuts: quatre d'ells van ser adquirits per la Junta de Museus de Barcelona per 10.000 pessetes, dos més van acabar ingressant a l'antic Museu d'Art de Catalunya el 1956, procedents de la col·lecció de Maties Muntadas, i la resta van acabar dispersos en diferents col·leccions particulars i, fins i tot, el 1916, una de les taules es va vendre en un antiquari de París -Paul J. Sachs- per anar a parar a Boston, al museu que acabava de fundar la col·leccionista nord-americana Isabella Steward Gardner, per això actualment es custodia a l'Isabella Stewart Gardner Museum de Boston (EUA). Així doncs, avui en dia, aquest conjunt es troba dispers entre diferents museus i col·leccions d'arreu. Un d'aquests museus, el Museu Nacional d'Art de Catalunya (MNAC), conserva sis compartiments del retaule.

## L'antiga església de Sant Joan
Sant Joan va ser la parròquia més important de la ciutat de Lleida en els segles medievals. Donava nom al barri on residia l'elit lleidatana (els Gralla, els Riquer o els Remolins) i on s'erigien les residències de nobles i cavallers, juristes i mercaders d'èxit. Just al costat, s'hi celebrava el mercat més important de la ciutat.
Com la resta de parròquies de la capital, l'origen de Sant Joan estaria en una mesquita cristianitzada el 1149, la qual s'enderrocaria a finals del segle xii per construir el temple romànic. Aquest edifici va subsistir fins a l'any 1868, moment en què va ser demolit arran de la revolució de setembre, adduint que amenaçava ruïna i malgrat l'oposició popular. Amb el seu anorreament va desaparèixer un dels edificis més imponents de la ciutat, una pèrdua que no es va reparar amb la construcció del temple actual, la primera pedra del qual es va col·locar el 1877.
Les excavacions arqueològiques del 1975 van posar al descobert els fonaments de l'absis de l'església vella, que avui es poden visitar al subsòl de la plaça de Sant Joan. Arran de l'enderroc es van poder recuperar minsos elements escultòrics d'època romànica (mènsules i capitells) que avui es conserven al Museu de Lleida.

## Descripció
D'aquest retaule es coneixen 10 compartiments: set d'ells mostren episodis de la vida de sant Joan Baptista, mentre que els altres tres són representacions de sants. Alguns dels compartiments han desaparegut. L'exposició que es va realitzar el 2012 al Museu de Lleida mostrà els següents compartiments: Naixement de sant Joan Baptista, Inscripció del nom de sant Joan Baptista, Baptisme de Crist, Decapitació de sant Joan Baptista, Banquet d'Herodes i Sant Jeroni.

## Exposició
Part del conjunt -en concret les 6 taules conservades al MNAC- es va poder veure a l'exposició "Fragments d'un passat. El retaule gòtic de l'església de Sant Joan de Lleida" que va tenir lloc al Museu de Lleida entre el 21 de juny i el 21 d'octubre de 2012. La mostra fou organitzada pel Museu de Lleida: diocesà i comarcal, amb la col·laboració del Museu Nacional d'Art de Catalunya (MNAC), el departament de Cultura de la Generalitat, la Diputació de Lleida, l'Obra Social “la Caixa” i Res Non Verba.